# Fernand Gonder
Fernand Gonder (Bordeaux, 12 juni 1883 – 10 maart 1969) was een Franse atleet, die gespecialiseerd was in het polsstokhoogspringen. Hij werd olympisch kampioen in deze discipline.

## Loopbaan
Gonder bezat in 1904 met 3,69 m het offizieuze wereldrecord polsstokhoogspringen. Een jaar later verbeterde hij dit tot 3,74 in de Franse stad Gradignan.
Op de Olympische Spelen van 1906 in Athene won hij een gouden medaille bij het polsstokhoogspringen. Met 3,50 versloeg hij de Zweed Bruno Söderström (zilver; 3,40) en de Amerikaan Edward Glover (brons; 3,35). Ook nam hij deel aan de Olympische Spelen van 1912 in Stockholm, maar kwalificeerde zich met 3,50 niet voor de finale.

## Titels
- Olympisch kampioen polsstokhoogspringen - 1906
- Frans kampioen polsstokhoogspringen - 1904, 1905

## Palmares

### polsstokhoogspringen
- 1906:  OS - 3,50 m

- Bibliothèque nationale de France: cb16964077b (data)
- International Standard Name Identifier: 0000 0004 4995 5377
- Virtual International Authority File: 316388045